# (17653) Bochner
(17653) Bochner est un astéroïde de la ceinture principale.

## Description
(17653) Bochner est un astéroïde de la ceinture principale. Il fut découvert le 10 novembre 1996 à Prescott (Arizona) par Paul G. Comba. Il présente une orbite caractérisée par un demi-grand axe de 2,67 UA, une excentricité de 0,22 et une inclinaison de 12,3° par rapport à l'écliptique.

## Compléments